# Andrew Neil
Andrew Ferguson Neil (Paisley, Renfrewshire; 21 de mayo de 1949) es un periodista británico de radio y televisión. Presenta, en vivo, el programa político Politcs Live el cual se emite por la cadena de televisión BBC Two.
Neil fue nombrado por Rupert Murdoch editor de The Sunday Times, donde trabajó de 1983 a 1994. Después de ello se convirtió en un colaborador del Daily Mail. También fue director ejecutivo y editor en jefe del grupo Press Holdings. En 1988  fue nombrado presidente de Sky TV, también parte del conglomerado de medios News Corporation de Murdoch. Actualmente es presidente de Press Holdings Media Group, que incluye publicaciones como The Spectator, y también del ITP Media Group.

## Reseña biográfica
Neil nació en Paisley, Renfrewshire. Creció en el área de Glenburn  y asistió a la escuela primaria local de Lancraigs . A los 11 años, Neil pasó el examen de ingresó y entró a la selecta Paisley Grammar School . Su padre era un electricista y miembro reservista del ejército, y su madre trabajaba en las fábricas textiles de algodón locales.
Después de la escuela, Neil asistió a la Universidad de Glasgow, donde fue editor del periódico estudiantil, incursionado en la televisión estudiantil. Fue miembro  de la Sociedad Dialéctica y el Club Conservador, y participó en los debates universitarios de la Glasgow University Union. En 1971, se convirtió en presidente  de la Federación de Alumnos Conservadores. Se graduó en 1971, obteniendo una maestría en artes con honores, en economía política y ciencia política; con énfasis en historia estadounidense.

## Carrera periodística
Después de su graduación, Neil brevemente trabajó como reportero deportivo para el periódico local, Paisley Daily Express, antes de trabajar para el Partido Conservador británico. En 1973, se incorporó a The Economist, como corresponsal y más tarde fue promovido a editor de la sección de la publicación sobre Gran Bretaña.

### The Sunday Times
Neil fue editor  de The Sunday Times de 1983 a 1994. Su contratación fue polémica. Se argumentó que fue nombrado por Rupert Murdoch por encima de colegas más experimentados, como Hugo Young y Brian MacArthur.

### Carrera posterior a News Corporation
Neil se convirtió en colaborador del Daily Mail. En 1996, se convirtió en editor jefe del grupo de periódicos Press Holdings de los hermanos Barclay, propietario de The Scotsman, Sunday Business (más tarde solo The Business) y The European. 
Desde 2006, Neil ha sido presidente de la empresa editorial con sede en Dubái ITP Media Group. En junio de 2008, Neil dirigió el consorcio que compró la agencia de talentos Peters, Fraser & Dunlop (PFD) por £4.000.000, convirtiéndose en presidente de la nueva compañía. Neil se desempeñó como Lord Rector de la Universidad de Saint Andrews, de 1999 a 2002.

## Carrera periodística en la radiodifusión
Además de las actividades periodismo escrito, Neil ha mantenido una carrera televisiva, así mientras trabajaba para The Economist, proporcionó informes de noticias a cadenas estadounidenses.

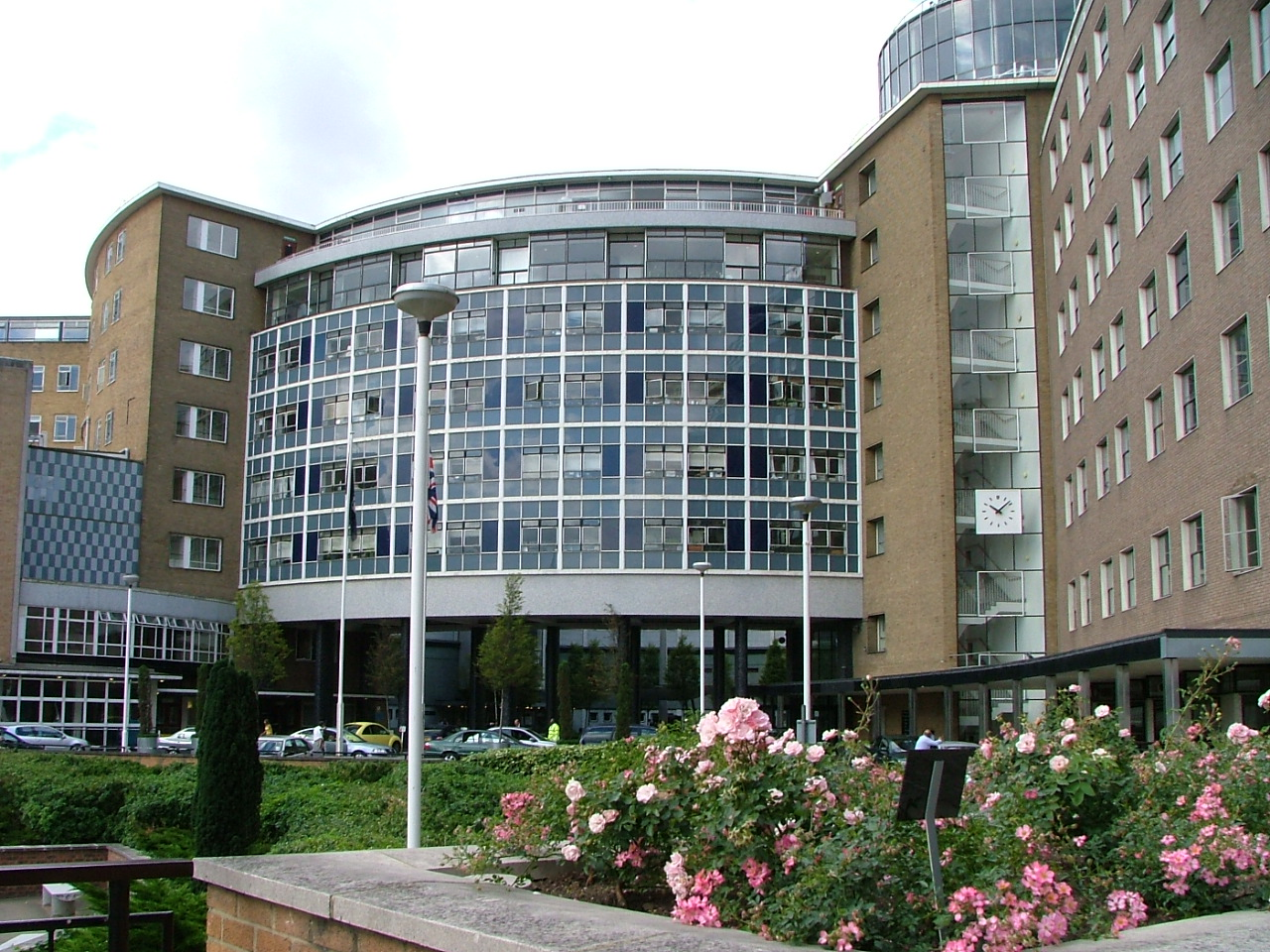
Centro televisivo de la BBC

### BBC
Después de la renovación de la programación política de la BBC a principios de 2003, Neil presentó los programas políticos en vivo, This Week en BBC One y Daily Politics en BBC Two. Este último terminó en 2018 y fue reemplazado por Politics Live, que Neil continúa presentando.
Neil jugó una parte importante de la cobertura de la noche de las elecciones generales de la BBC en 2010 y 2015. Neil entrevistó a varias celebridades en el río Támesis para las elecciones de 2010, y figuras políticas en el estudio para las elecciones de 2015. También ha proporcionado comentarios sobre elecciones en el extranjero, y con Katty Kay dirigió la cobertura en vivo de la BBC durante la noche  de las elecciones presidenciales de Estados Unidos en 2016. 
En mayo de 2019, Neil entrevistó a Ben Shapiro, un comentarista conservador estadounidense, en Politics Live en BBC Two. La emisión obtuvo inmensa popularidad y una difusión viral luego de que Shapiro abandonara la entrevista.